# حاکمیت قبیله‌ای در ایالات متحده آمریکا

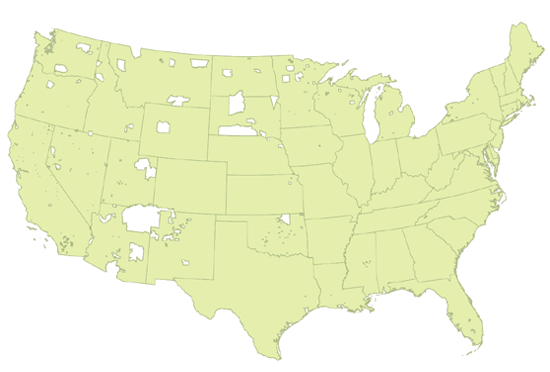
نقشهٔ آمریکا بدون مناطق حفاظت شدهٔ سرخپوستان

حاکمیت قبیله‌ای در ایالات متحده آمریکا حاکمیت ذاتی قبیله‌های بومی بر حکومت بر خود درون مرزهای ایالات متحده آمریکا است. دولت فدرال ایالات متحده آمریکا ملت‌های قبیله‌ای را به عنوان «ملت‌های وابستهٔ داخلی» به رسمیت می‌شناسد و در تلاش برای تبیین رابطهٔ بین دولت‌های فدرال، ایالتی و قبیله‌ای قوانینی وضع کرده‌است. اشاره به سرخپوستان در قانون اساسی ندادن حاکمیت محلی است. تنها اشاره‌ها اینهاست:
- در اصل اول، بخش دوم می‌گوید: «تعداد نمایندگان و میزان مالیات‌های مستقیم ایالت‌هایی که به این اتحادیه ملحق می‌شوند برحسب تعداد جمعیت آنها تعیین می‌شود. تعداد جمعیت با افزودن سه‌پنجم سایر افراد به کل افراد آزاد معین می‌شود. افراد آزاد شامل کسانی است که برای یک دوره چند ساله تعهد خدمت داشته باشند ولی سرخ‌پوستان معاف از مالیات را در بر نمی‌گیرد.» این اشاره به منظور تعیین تعداد نمایندگان و مالیات‌های یک ایالت است. این بند اجازه نمی‌دهد سرخپوستان از مالیات و معاف شوند و بعدتر قوانین فدرال به ملت‌های قبیله‌ای حاکمیت محلی اعطا می‌کند ولی نه حاکمیت کامل مشابه آنچه ملت‌های خارجی دارند، دلیل لفظ «ملت‌های وابستهٔ داخلی» همین است.
- در اصل اول، بخش هشتم، می‌گوید: «نگره در موارد ذیل دارای اختیار است:... وضع مقررات برای تجارت با کشورهای خارجی، تجارت بین ایالتهای مختلف و تجارت با قبایل سرخ‌پوست.»